# 2e Régiment étranger d'infanterie
Il  2º Reggimento di fanteria straniera (2° REI) (in francese: 2e Régiment étranger d'infanterie (2e REI)) è uno dei due Reggimenti di fanteria della Legione straniera francese  all'interno della 6ª Brigata corazzata leggera dell'Armée de terre. Secondo dei reggimenti stranieri, fu creato nel 1841. Dal suo arrivo da Bonifacio nel 1983, è di stanza presso il quartiere del colonnello di Chabrières (ex quartiere Vallongue) a Nîmes. Reggimento di fanteria corazzato, il reggimento è integrato nel programma SCORPION dell'esercito francese. Dall'inizio del 2022 è passato al veicolo blindato multiruolo Griffon (VBMR), un veicolo per il trasporto truppe e il supporto di fuoco. Ora si sta evolvendo anche con il sistema informativo di combattimento SCORPION (SIC-S), la nuova Internet del campo di battaglia. Il 2° REI ha una lunga tradizione di conflitti e interventi. I suoi ultimi impegni nel Golfo di Guinea nell'ambito dell'operazione congiunta Corymbe, in Nuova Caledonia e Mayotte, in Iraq, Libano, Sahel, Afghanistan, Estonia, Repubblica Centrafricana, Costa d'Avorio, Balcani e Ruanda, ne fanno un reggimento esperto.
Reggimento con specializzazione anfibia, il 2° REI è in grado di svolgere missioni di assistenza alle popolazioni, prevenzione delle crisi e intervento in qualsiasi parte del mondo con un preavviso molto breve.
Il Reggimento viene regolarmente schierato in tutto il Paese nell'ambito dell'Operazione Sentinelle. Su richiesta delle autorità civili e a supporto delle forze di sicurezza interna, viene talvolta mobilitato per soccorrere la popolazione colpita dagli episodi delle Cevenne.

## Storia
- Il 1 aprile 1841, la Legione è divisa in due unità. Il 2° Reggimento fu organizzato a Bône, il 13 aprile 1841, provvisoriamente a due battaglioni del reggimento straniero; il 4°  battaglione inviato da Algeri e il 5° Battaglione che si trovava a Bône. Come gli altri reggimenti di fanteria di linea dell'epoca, contava 3.000 uomini. Il 3° Battaglione fu formato il maggio successivo.
- Si stabilì nella regione di Costantina in Algeria; i suoi battaglioni erano di guarnigione a Bône, Bougie e Djidjelli. Il colonnello de Senilhes fu il primo comandante del corpo.
- La prima bandiera del reggimento fu donata nel 1848 al colonnello Carbuccia .
- Nel 1854, Napoleone III decise di creare una seconda Legione, composta esclusivamente da svizzeri. Ma il reclutamento non fu sufficiente: le due unità, impegnate in Crimea, furono sciolte alla fine del conflitto e raggruppate per formare il 2°  Reggimento Straniero, che tornò in Algeria nel 1856.
- ll 1º gennaio 1862, i due reggimenti stranieri si unirono sotto il nome di Reggimento straniero.
- Il 13 marzo 1875, la riorganizzazione dell'esercito africano costrinse il Reggimento ad assumere il nome di "Legione straniera". La sua forza è di 3.018 uomini.
- Il 1º gennaio 1885, il 2° Reggimento straniero viene ufficialmente ricreato. Il 1° e il 2° Battaglione rimangono in Algeria. La terza fu distaccata nel Tonchino e la quarta fu inviata a Formosa nel 1884, per poi ritornare nel Tonchino.
- Marocco (1907-1943). Le prime operazioni per la pacificazione del Marocco, nel 1907, furono limitate dalla natura del territorio e dall'assenza di vie di accesso. Il 1° e il 4° Battaglione sbarcarono a Casablanca il 1° settembre . Formano un reggimento in marcia agli ordini del tenente colonnello Brulard. Questa unità si lanciò immediatamente in violenti combattimenti contro i guerrieri di Bled. La pacificazione della pianura costiera durò 15 mesi e il reggimento tornò in Algeria nel 1908. Ma tornerà regolarmente nel Marocco occidentale. Più a sud, nel Marocco orientale, i ribelli si stanno radunando e si stanno formando colonne per essere più efficaci. Le unità della Legione Straniera sono pienamente coinvolte. Fu in questo periodo, intorno agli anni 1911-1914, che si distinse la compagnia a cavallo del capitano Paul-Frédéric Rollet. Il generale Lyautey nel 1914 fu costretto a separarsi da un gran numero di truppe che partivano per difendere la Patria in Europa. I dissidenti approfittano di questa situazione per intensificare le loro azioni e la lotta è dura per coloro che sono rimasti in Marocco. Il 3° e il 6° Battaglione furono raggruppati per formare il 1° Reggimento di marcia del 2° Reggimento straniero. La Compagnia a cavallo è di stanza a Oued Amelil. Nel 1916 venne creato a Bou-Denib un Battaglione misto con due compagnie del 2° Battaglione straniero e due compagnie del battaglione africano. Queste unità sono coinvolte in tutti i combattimenti nella regione: combattimento contro i ribelli, scorta ai convogli, ecc. Così nel 1918 la guerra fu vinta sul fronte europeo e la Francia deteneva ancora il Marocco. Negli anni '20 con la fine della guerra europea, con le perdite subite e la liberazione degli EVDG (volontari arruolati per tutta la durata della guerra) ma anche il nuovo afflusso di candidati da tutta Europa, provocarono una profonda ristrutturazione. L'RMLE divenne il 3°  Reggimento di fanteria straniera, mentre nel 1921 fu creato il 4° Reggimento di fanteria straniera, con i battaglioni dei reggimenti rimasti in Marocco. Nello stesso anno venne ricreato il 2° Reggimento di fanteria straniera; Lì vennero formati i primi squadroni di cavalleria, grazie all'arrivo massiccio di profughi russi. Il Reggimento si stabilì poi in Marocco, a Meknes. È composto da tre battaglioni di ottocento uomini ciascuno. Il Reggimento venne poi rinforzato da unità specializzate: compagnia di genieri pionieri, batteria di artiglieria, compagnia di motori e trasmissioni. Una compagnia a cavallo venne ricreata per sostituire quella vecchia, trasferita al 3 ° REI. Dal 1924 al 1926, le truppe francesi combatterono ferocemente contro le numerose e motivate truppe di Abd el Krim. Poi vengono le ultime battaglie del Rif, battaglie che spesso si combattono a quote superiori ai 2.000 metri . L'ultimo impegno del reggimento in Marocco ebbe luogo a Djebel Saho. Nel 1934 i combattimenti in Marocco terminarono e la pacificazione fu completata. Per la prima volta dalla sua creazione, il 2° Straniero sperimenta la pace e la vita di guarnigione. Le operazioni lasciano il posto al lavoro in tempo di pace. Il reggimento costruì strade e ben presto il paese fu attraversato da sentieri contrassegnati con un 2.
- Nel 1914 , il 2° Straniero si unì alla Francia per partecipare alla difesa del territorio nazionale. Lì verrà formato il 2° Reggimento di Marcia del 2° Reggimento Straniero, raggruppato nell'accampamento di Mailly prima di essere impegnato. Il Reggimento fu impegnato nella Champagne dall'inverno 1914-1915 e poi, durante l'offensiva della Champagne nel settembre 1915 , ottenne una citazione negli ordini dell'esercito. Tra le sue file prestano servizio circa cinquanta volontari americani. Le perdite sono numerose e, a partire dall'11 novembre 1915, i legionari della seconda Legione straniera furono trasferiti al Reggimento di Marcia della Legione straniera, figura emblematica della Legione per il resto della guerra. Il 22 giugno 1915, sette legionari del 2°  Reggimento di marcia della Legione straniera furono condannati per ribellione e fucilati all'uscita di Pévy, sulla destra della strada, vicino alla fattoria di Vladiville, nel luogo chiamato Pont de Cury. I sette coimputati, condannati a pene diverse, videro la loro pena sospesa in seguito all'intervento di una commissione d'inchiesta.
- Nel 1939 il Reggimento pagò la sua quota di guerra e contribuì all'addestramento dell'11 ° e 12° REI, del 13° DBLE e dei reggimenti volontari stranieri (RMVE). Nel 1940 si fuse con il 4°  Reggimento straniero e ebbe sede a Marrakech. Ma, a causa della mancanza di reclutamento, il suo personale venne assorbito da altre unità, impegnate in Tunisia , e dal Reggimento di Marcia della Legione straniera. Il 1º aprile 1943, il 2° REI venne sciolto.
- Indocina (1946–1954). Annam meridionale: il 1 agosto 1945, per seguire le riorganizzazioni alla fine della guerra e per supportare le ridotte truppe francesi in Indocina, fu creato il Reggimento di marcia della Legione straniera dell'Estremo Oriente (RMLE/EO). La bandiera del 2° Straniero gli fu affidata e riprese il suo nome 1º gennaio 1946. Il Reggimento arrivò nell'Annam meridionale nel febbraio 1946 per cercare di pacificare questo territorio di fronte a un nuovo nemico: il Viet Minh. Nel giro di poche settimane il Reggimento ebbe la meglio sulla presenza militare nemica nella regione e gli accordi di Fontainebleau concessero un po' di tregua. Ma nel dicembre 1946 il reggimento fu nuovamente chiamato in causa dall'attacco del Viet Minh che si era riorganizzato. Fu in questo periodo che venne creato il treno blindato della Legione straniera. Tonchino: nel frattempo il 1° battaglione del Reggimento era impegnato nel Tonchino . Ma nonostante le sue buone azioni e una menzione nell'Ordine dell'Esercito, nel 1948 tornò in Algeria, a causa della mancanza di personale. Ricreato il 1° dicembre dello stesso anno, questo battaglione si unì al grosso del 2 ° Reggimento straniero in Indocina. Nel 1950 venne addirittura creato un 4° Battaglione, formato da rinforzi provenienti dal Nord Africa e da nativi. Al Reggimento fu affidato il compito di fortificare il confine e di costruire lì dei fortini. Le operazioni che seguirono si sarebbero svolte tra il 1952 e il 1953 e avrebbero visto i battaglioni ricoprirsi di gloria in una lotta spietata. Battaglia di Dien Bien Phu: il 1°  Battaglione del 2° Reggimento Straniero venne trasportato in aereo al campo fortificato di Điện Biên Phủ nel gennaio 1954. È il detentore del centro di resistenza Huguette, composto da 8 punti di appoggio. Huguette è difesa principalmente dai 630 uomini del comandante del Battaglione Clémençon. La ricognizione fuori dall'accampamento diventerà sempre più difficile, la morsa del nemico si stava rafforzando. Il primo attacco generale fu lanciato il 13 marzo. La caduta dell'accampamento fortificato segnò la scomparsa del Battaglione e l'inizio dell'internamento dei sopravvissuti, prigionieri del Viet Minh. Nel gennaio 1955, il 2° REI lasciò definitivamente l'Indocina[1].

## Il Reggimento

### Missioni
Il Reggimento è in grado di svolgere le missioni assegnate alle unità di fanteria, sia in missioni di "alta intensità" (riduzione, assalto, difesa, ecc.) sia in missioni di "bassa intensità" (protezione e difesa di siti sul territorio nazionale, partenariati militari, operazioni di mantenimento della pace, ecc.).

### Organizzazione
Il 2º Reggimento di fanteria straniera, con le sue 7 compagnie e 1.230 uomini, è uno dei reggimenti di fanteria più grandi dell'esercito francese.
- La CCL, ovvero la Compagnia di comando e logistica, riunisce tutti i servizi dispiegabili necessari al comando del reggimento in operazioni (trasmissioni, ufficio operativo, infermieri, sezione trasporti, manutenzione, ecc.).
- 5 Compagnie di combattimento, ciascuna composta da una sezione comando, una sezione di supporto (mortai da 81 mm -LLR , missili a medio raggio e mitragliatrici MAG58)
- La CA o compagnia di supporto è composta da una sezione comando, una sezione di supporto allo sgancio smontato (SAED), una sezione di supporto diretto (SAD) equipaggiata con missili MMP e mitragliatrici pesanti, una sezione cecchini (STE) equipaggiata con fucili PGM Hécate II calibro 12,7 mm e fucili di precisione HK417 e SCAR-H PR e una sezione di robotica e intelligence della fanteria (SRRI) creata alla fine del 2022.
- L'8a Compagnia (unità di intervento di riserva) composta da una sezione comando e 4 sezioni di combattimento .

Il 2° REI è anche responsabile del controllo dell'accampamento di Garrigues, che consente loro di addestrarsi al tiro e al combattimento in aree urbane grazie al villaggio di combattimento AZURIG. Una stazione dei pompieri militari, situata nell'accampamento di Garrigues, appartiene al CCL del Reggimento.

### Materiali
L'equipaggiamento principale del Reggimento nel 2024 è quello di un'unità di fanteria al momento del programma SCORPION:
- Griffon: veicolo blindato multiruolo
- VBL  : veicolo blindato leggero
- Missile MMP: missile a medio raggio con una gittata massima di 4.000 metri
- Missile Eryx  : missile con una gittata da 50 a 600 m, che consente di sparare in spazi ristretti
- Razzo AT4 CS
- Mortaio LLR da 81 mm  (gittata 5.000 m )
- HK416 /FAMAS
- HK417 /SCAR-H PR
- PGM Ecate II
- GLOCK-17 FR
- Mitragliatrice MAG58/12,7mm
- Sistema informativo di combattimento SCORPION (SIC-S).

## Tradizioni

### Mascot
Se gli animali domestici hanno sempre avuto un posto speciale nella vita dei legionari, questa tradizione è rimasta molto viva nella seconda Legione straniera .
Questa ha tra le sue fila un mulo, un incrocio tra una cavalla e un asino, di nome Tapanar e vi è un legionario incaricato di sorvegliarlo eaccudirlo. Prende parte alle parate e ad altre cerimonie del reggimento e rappresenta i muli delle vecchie compagnie a cavallo . Questa mascotte tradizionale è apparsa per la prima volta nel 1984. Attualmente, il caporale Tapanar IV è in servizio nel Reggimento dal 2021.

## Distintivo

### Descrizione
Rettangolo argentato delimitato verticalmente su entrambi i lati da due barre verticali verdi e rosse; al centro, la granata a sette fiamme con impresso il numero "2" su un ferro da mulo a sette fori.

### Ferro di cavallo
Il ferro di mulo a sette buchi ricorda le compagnie a cavallo della 2a Armata Straniera in Marocco.

### Origine
Il distintivo fu creato nel 1957 dal colonnello Goujon, comandante del 2° REI.

### Motto
Il 3 settembre 1990, il colonnello Yves Derville, comandante del corpo, ordinò ai suoi uomini di tenersi pronti a partecipare alle operazioni in corso nel Golfo. In assenza di un motto ufficiale, decise che "Siate preparati" sarebbe diventato il motto del Reggimento. Quest'ultima mette in risalto la proattività dei legionari, sottolineandone l'anticipazione, nonché la determinazione ad addestrarsi e prepararsi a tutte le eventualità. "Siate pronti"

### La canzone di Anne-Marie del "2"
Poiché il canto era parte integrante della vita del legionario, alla fine del 1900, “Anne-Marie”, del repertorio popolare tedesco, divenne la canzone ufficiale del 2° REI.
"  Anne-Marie, quando il viaggio fu finito,
Anne-Marie, quando il viaggio fu finito,
Ti trovi nella città
dove ci sono i soldati.
Ehi, ehi, ehi
Giovane, giovane, giovane Anne-Marie. »
"  Anne-Marie, vogliamo ballare oggi,
Anne-Marie, vogliamo ballare oggi,
Vogliamo ballare oggi
E balliamo nel quartiere.
Ehi, ehi, ehi,
giovane, giovane, giovane Anne-Marie».

### Fatti d'arme e iscrizioni sulla bandiera
Porta cucite a lettere d'oro nella sua bandiera le seguenti iscrizioni:
- Sebastopoli 1854
- Cabilia 1857
- Magenta 1859
- Camerone 1863
- Estremo Oriente 1884-1885
- Dahomey 1892
- Madagascar 1895 - 1905  (it)
- Campagna del Marocco 1907-1913-1921-1934
- Indocina 1946-1954
- AFN 1952-1962
- Kuwait 1990-1991

Nel XIX secolo, la bandiera del 2° Reggimento Straniero riportava i nomi delle seguenti battaglie, oggi abbandonate:
- Costantino 1837
- Mostaganem 1839
- Mozaia 1840
- Colo 1841
- Djidjelli 1842
- Zaccaria 1849
- Federica Menazel 1851
- Alma 1854

L'impresa d'armi che è rimasta negli annali del Reggimento è la seconda battaglia di El-Moungar , la2 settembre 1903. Oggi è la festa del reggimento, che in questa data rende omaggio ai suoi veterani.

## Decorazioni
Il Reggimento ho ricevuto numerose decorazioni:
- Croce di Guerra dei Teatri delle Operazioni Esterne con 3 Palme (Indocina 1945/1954 e Guerra del Golfo 1990/1991)
- Croce al Valore Militare con palma in bronzo durante la guerra in Afghanistan (2001-2014) conferita il19 novembre 2018 .
- Croce al Valore Militare con stella in argento dorato per le operazioni svolte nel 2013 durante l'Operazione Serval 9 .
- Croce al valore militare con palma di bronzo per le sue missioni di protezione della popolazione civile e dei cittadini francesi in Africa centrale dal 2014 al 2015 durante l'operazione Sangaris. È stato presentato dal generale dell'esercito Éric Bellot des Minières nel maggio 2021.
- Medaglia d'oro della città di Milano in occasione del cinquantenario della città di Milano in riconoscimento dei vincitori di Magenta e Solferino.

Il 2° REI detiene, per il Reggimento, 3 citazioni (di cui 2 nell'ordine dell'armata e 1 nell'ordine del corpo d'armata). I vari battaglioni e reparti di cui è erede il 2° Reggimento straniero vantano, da parte loro, 22 citazioni.
Il personale del Reggimento è autorizzato a indossare la "fourragère" nei colori della Croce di guerra dei Teatri di Operazioni Esterne.

## Personalità che vi hanno prestato servizio
- Capitano Marie Louis Joseph Vauchez .
- Generale Alfred Kopf (combattente della resistenza)
- Tenente colonnello Henri Gaston Louis Victor Grosdidier 1895-1923 cavaliere della Legion d'Onore con palme. Croce di guerra
- Il generale Félix de Vial come tenente nel 1905 a Tiaret, Laghouat.
- Il generale Charles Alexis Vandenberg come colonnello nel 1912 in Marocco.
- Caporale Fred Samuel (Gioielliere) 1939
- Capitano Mathieu Mabin (Giornalista) 2002
- Compagni della Liberazione Joseph Bakos , Henri Bénévène , Jacques Bourdis , Dino Del Favero e Michel Larine .
- Generale Jean Vincent (combattente della resistenza)
- Joseph Arthur Dufaure du Bessol
- Sottotenente (allora capitano) Adolphe Vincent
- Yannick Lallemand , cappellano del reggimento dal 1975 al 1981[1].

## Jean-BaptistePierre Marie Cœur
Jean-Baptiste Pierre Marie Cœur nacque a Clairvaux, nel dipartimento del Giura, il 22 ottobre 1794 .
Studente alla Scuola militare speciale l'11 marzo 1813, fu caporale il 6 ottobre, quartiermastro il 19 novembre e sottotenente nel 9° Reggimento di fucilieri della Guardia imperiale il 17 dicembre 1813. Prese parte alla campagna francese e il 10 agosto 1814 fu congedato a mezza paga e fu nominato cavaliere della Legion d'onore il 24 ottobre 1814.
Guardia soprannumeraria della Porta del Re, il 15 novembre 1814 seguì Luigi XVIII a Gand durante i Cento giorni e tornò in Francia l'8 luglio 1815 come guardia titolare della Porta del Re. Il 23 ottobre venne nominato sottotenente nel 2º Reggimento di fanteria della Guardia Reale. Fu nominato tenente il 16 giugno 1819, e fu capitano nella linea del 57° il 19 febbraio 1823, con il quale fu mandato in Martinica dal 3 febbraio 1824 al 21 gennaio 1827.
Essendo diventato un comandante del Battaglione Onel della 29a linea il 24 aprile 1845 e, infine, colonnello della 3a linea, il 31 marzo 1848 e si trasferì al comando del 2° Reggimento della Legione straniera francese il 4 ottobre 1850. Inviato in Algeria dal 5 febbraio 1851 al 25 gennaio 1852, fu nominato generale di brigata il 22 dicembre 1851. Rientrato nella Francia metropolitana, comandò, in questa veste, la suddivisione di Orleans il 31 dicembre 1851, la Prytanée national militaire il 16 aprile 1853, una Brigata nell'Armata d'Oriente il 2 dicembre 1854. Disponibile il 15 settembre 1855, assunse il comando della suddivisione del Loiret il 26 settembre 1855 e fu inserito, il 23 ottobre 1856, nella 2a sezione della struttura dello stato maggiore generale. Morì il 22 settembre 1867, al castello di Bourrassol, vicino a Tolosa, nell'Alta Garonna.